# 143750 Shyamkumar
143750 Shyamkumar è un asteroide della fascia principale. Scoperto nel 2003, presenta un'orbita caratterizzata da un semiasse maggiore pari a 3,069105 UA e da un'eccentricità di 0,089696, inclinata di 1,816505° rispetto all'eclittica.